# Jeu de Fer

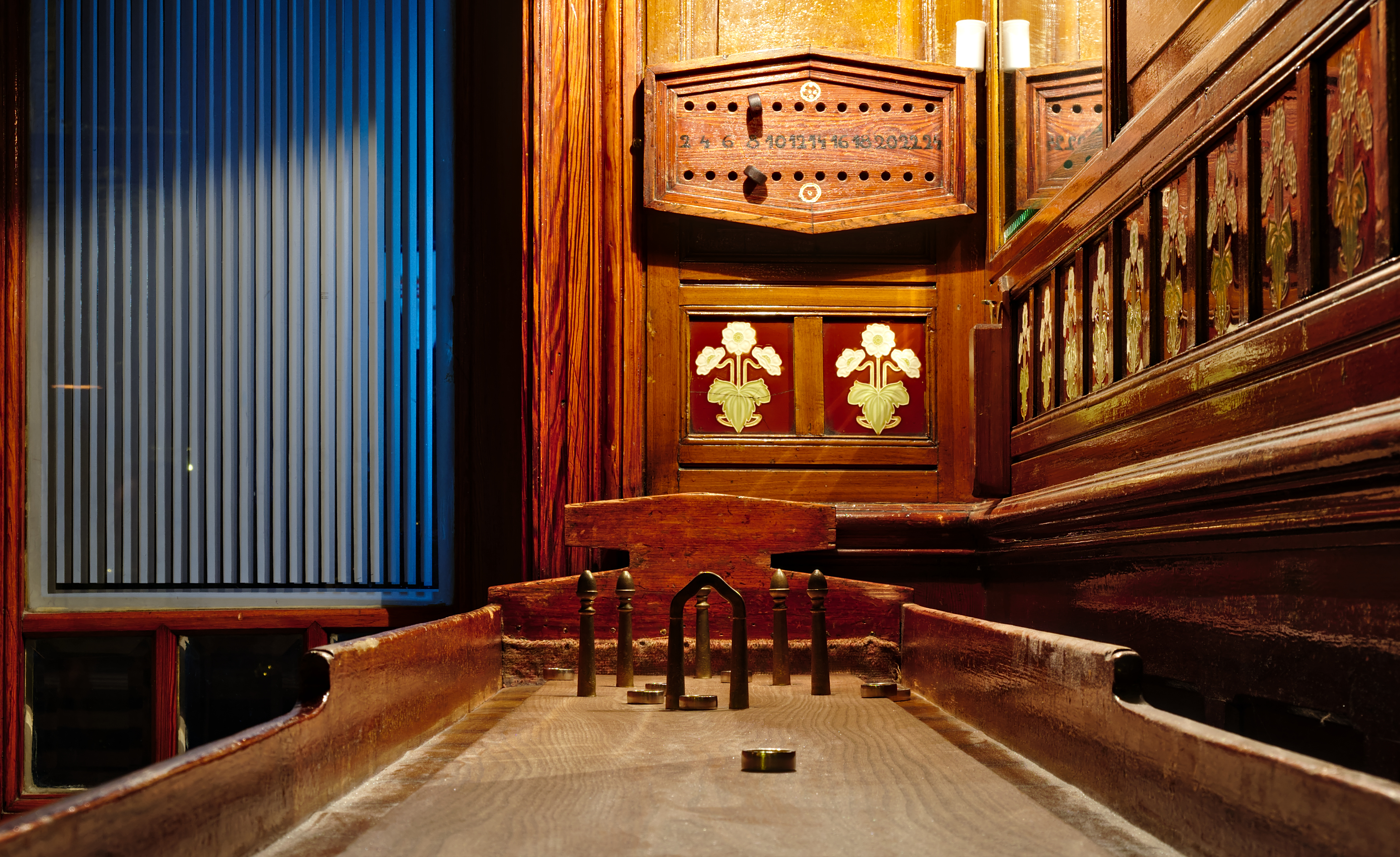
Le jeu de fer dans un café Tournaisien.

Le « billard tournaisien » ou jeu de fer est un jeu de la région de Tournai en Belgique, qui se joue principalement dans les cafés et dans des salles lors des compétitions. Il se pratique aussi en Flandres françaises et belges sur des pistes légèrement plus petites (2,5 m) avec comme nom « jeu de la toque » et « jeu de fer ».

## Origines
L’ancêtre du jeu de fer est né dans le nord de la France. Il s’appelait alors jeu de toque. "Toquer" signifiait heurter un corps dur contre un autre. Le jeu de toque ou de fer se joue avec des palets de 35 millimètres de diamètre, autrefois en cuivre, aujourd'hui en acier.

## Principe du jeu
Le jeu se joue à deux joueurs ou deux équipes et se déroule sur une sorte de table d'environ 40 cm de largeur, 3 m de longueur et 1 m de hauteur. Il s'agit d'envoyer des palets, à l'aide d'une queue, le plus près possible d'une tige en métal, l'étaque, en évitant les obstacles et en gardant bien le palet sur la table de jeu. Chaque joueur possède quatre palets et chacun de ses palets qui se trouvera plus près de la cible que ceux de son adversaire marque deux points. Les obstacles situés sur la table de jeu sont dans l'ordre :
- une arche, le joueur peut faire passer son palet en dessous ou sur les côtés,
- deux paires de tiges en métal identiques
- et en dernier un seul plot identique aux autres l'« étaque » (but en Picard).

## Technique
La piste de jeu est plane, c'est une planche rabotée bien lisse, la partie inférieure des palets est légèrement bombée et la queue est biseautée, ce qui permet de donner des effets lorsqu'on lance le palet. Le palet doit également être frotté sur de la paraffine et la table couverte de poussière de marbre pour que ça glisse mieux.